# Kårholmen
 Coordenadas : formato inválido
Kårholmen é uma pequena ilha do arquipélago do Sul de Gotemburgo, situado na província histórica da Västergötland, no estreito do Categate. É habitada no verão, dispondo de cabanas de férias, uma praia, e uma pista de dança. 